# Odin (Minnesota)
Odin – miasto w Stanach Zjednoczonych, w stanie Minnesota, w hrabstwie Watonwan.